# Arzama pleostigma
Arzama pleostigma är en fjärilsart som beskrevs av Dyar 1914. Arzama pleostigma ingår i släktet Arzama och familjen nattflyn. Inga underarter finns listade i Catalogue of Life.